# Crkva sv. Nikole i groblje u Borovcima
| Crkva sv. Nikole |  | Crkva sv. Nikole     |
| Crkva sv. Nikole |  | Postaja križnog puta |

Crkva sv. Nikole u Borovcima sjeverozapadno od Metkovića jedan je od rijetkih sačuvanih primjera sakralne arhitekture na području Neretve iz predturskog vremena. To je jednobrodna građevina pravokutnog tlocrta s pravokutnom apsidom, trostrukom preslicom na zapadnom pročelju, te bočnim portalom s polukružnim nadvojem i monolitnom lunetom na južnom pročelju. Današnja crkva potječe iz 19. st. kada je izvorna srednjovjekovna crkva s kraja 14. ili početka 15. stoljeća pregrađena. U 20. st. na sjeverni zid apside nadograđena je sakristija. U crkvi se nalaze kipovi sv. Nikole i sv. Roka, te slika F. Kaera. Oko crkve se prostire groblje iz 16.-18. st., a pred ulazom veliki ukrašeni kameni križ iz 16 .st. Zapadno od crkve nalazi se manja, bačvasto presvođena građevina pravokutnog tlocrta, koja je s nekad otvorenim južnim pročeljem, imala funkciju lože. Do crkve vodi put s postajama križnog puta.

## Zaštita
Pod oznakom Z-7567 zavedeno je kao nepokretno kulturno dobro - pojedinačno, pravna statusa zaštićena kulturnog dobra, klasificirano kao "sakralna građevina".